# 松山城 (出羽国)
松山城（まつやまじょう）は、出羽国遊佐郡（のち羽後国飽海郡）松山（山形県酒田市松山地区）にあった日本の城。江戸時代には、庄内藩の支藩松山藩の藩庁が置かれた。出羽松山城とも称した。明治以降は松嶺城（まつみねじょう）とも呼ばれるようになった。

## 概要
初代藩主酒井忠恒に、庄内藩2代藩主酒井忠当より領内の飽海郡中山村が分与されて中山陣屋が構えられた。後に、中山を松山と改め、松山陣屋といった。松山城は天明元年（1781年）に松山藩第3代藩主酒井忠休によって築城が始められ、それまでの中山館より移り、7年の歳月をかけて一応の完成をみた。宝暦10年（1760年）忠休は西の丸若年寄となり、5千石加増され格式も城主になった。
戊辰戦争では、宗家の鶴岡藩と行動を共にして奥羽越列藩同盟に加わり、官軍と戦うこととなった。廃藩後大手門を除き、建物は取り壊された。

## 構造
本丸を中心に、東部から南北を囲むようにして二の丸が位置しており、それらの郭の西部から南北を囲むように三の丸があったが、三の丸の大手側と二の丸の一部と本丸の一部のみしか完成しなかった。
天守や櫓は築城当初から築かれなかったが、当初の計画では本丸に二重櫓（3間×4間平面）を置く予定であった。本丸には中山陣屋から移築した御殿があり、本丸の隅には物見櫓のほか、現在残っている大手門があった。

## 遺構
現在、城跡の中心は松山歴史公園として整備され、大手門のほか、土塁および堀の一部が残っている。付近の松山文化伝承館では藩政時代の歴史と文化を展示。

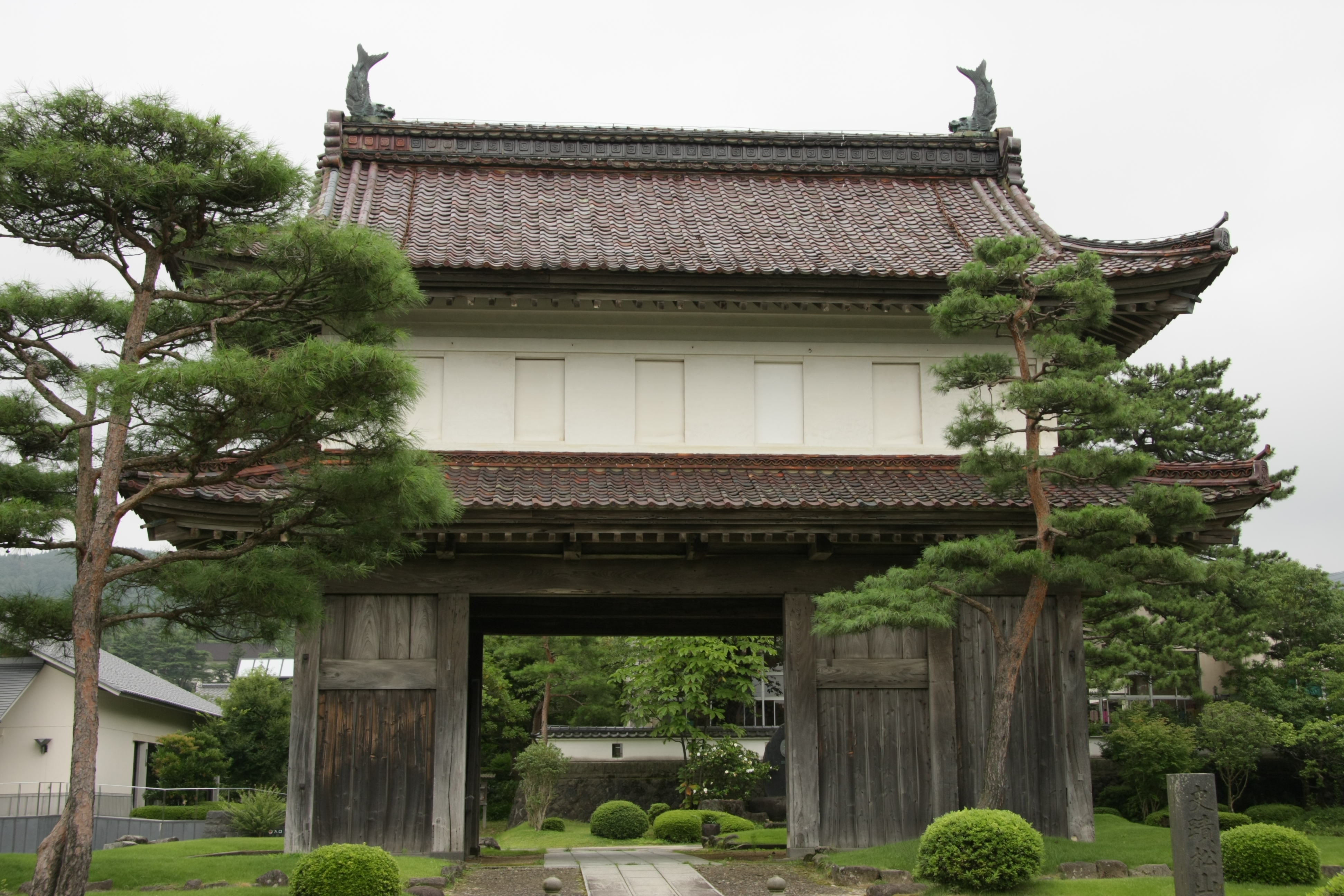
大手門

大手門は一度落雷で焼失し、現在のものは酒田の豪商本間重利が寛政4年（1792年）に寄進して再建されたものである。梁間3間、桁行5間平面の櫓門で、棟上には1.14メートルの鯱が上げられている。松山城大手門は、山形県内で唯一の現存する城郭建築である。山形県指定有形文化財に指定されている。